# Microrégion du Médio Oeste

Localisation de la microrégion du Médio Oeste

La microrégion du Médio Oeste est l'une des sept microrégions qui subdivisent la mésorégion de l'ouest de l'État du Rio Grande do Norte au Brésil.
Elle comporte 6 municipalités qui regroupaient 38 972 habitants en 2006 pour une superficie totale de 2 898 km2.

## Municipalités[1]
- Augusto Severo
- Janduís
- Messias Targino
- Paraú
- Triunfo Potiguar
- Upanema